# Tyska revolutionen 1848–1849
Tyska revolutionen 1848–1849 (tyska: Deutsche Revolution 1848/1849) bröt ut i mars 1848 och åtminstone dess inledande fas kallas därav också för Marsrevolutionen (tyska: Märzrevolution). Sett i ett större sammanhang var denna revolution inom Tyska förbundet en del av 1848 års revolutioner och uppror som blossade upp i flera länder.
Vid den här tiden fanns ingen enad tysk stat, utan sedan 1815 fanns Tyska förbundet, vilket bestod av 41 självständiga tyska stater, som inte hade någon gemensam regering och där furstarna efter Wienkongressen hade återfått makten enligt äldre modell. Ideologiskt var den tyska revolutionen splittrad, men störst betydelse fick kraven på liberalare författning och, särskilt utmärkande för den tyska revolutionen, en nationalistisk strävan efter en samlad tysk stat. Revolutionen slogs slutligen ned i juli 1849, av framförallt preussisk och österrikisk militär.

## Bakgrund

### Vormärz

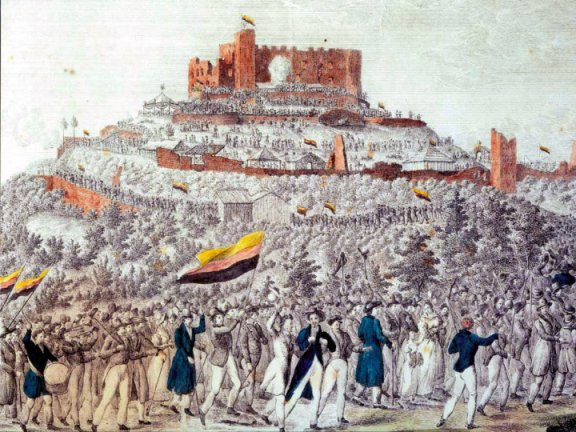
Hambacher Fest 1832.
Politisk demonstration under Vormärz.

Franska revolutionen och de efterföljande Napoleonkrigen skapade ett ökat stöd för liberalism och nationalism, särskilt inom borgarklassen som hade börjat få större inflytande. De storpolitiska riktlinjer som efter det franska nederlaget drogs upp på Wienkongressen 1814–1815 innebar dock till stor del en restauration; Tysk-romerska riket hade upplösts 1806 men ersattes 1815 av Tyska förbundet, ett förbund av 41 självständiga stater där furstarna behöll makten enligt äldre modell.
Detta skapade grogrund för missnöje och opposition. Även den snabbt ökande fattigdomen i befolkningen, i samband med den pågående industriella revolutionen och dess nya ekonomiska ordning, bidrog till ökade konflikter. Oppositionen bemöttes av reaktionära regimer med repression och censur, men fick ökad kraft efter Julirevolutionen i Frankrike 1830, som hade lett till åtminstone något liberalare styre. Denna tid av växande opposition i Tyskland inför revolutionsutbrottet i mars 1848 har fått namnet Vormärz, av tyskans före mars.

### De första revolterna 1848
Åren före 1848 präglades av ökade interna spänningar i flera länder. I januari 1848 utbröt revolter på Sicilien och i den österrikiska delen av norra Italien. Därefter kom den franska Februarirevolutionen som på bara några dagar ledde till julimonarkins fall och utropandet av den andra republiken. Dessa händelser gav kraft och inspiration till oppositionella i såväl de tyska staterna som i andra länder.

## Utveckling

### 1848

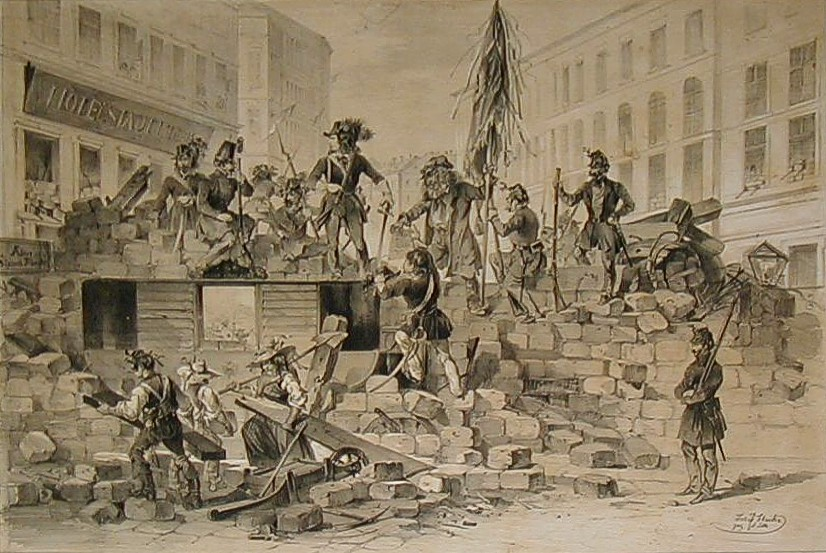
Barrikadbygge av revolutionärer i Wien i maj 1848.

Den 27 februari riktade en grupp radikala liberaler i Baden, kallad Mannheimer Volksversammlung (Mannheims folkförsamling), en petition till parlamentet i Karlsruhe med politiska krav. Dessa så kallade Märzforderungen (marskrav) blev snabbt förebild för revolutionära grupper i andra tyska stater.
Den 1 mars markerade starten på marsrevolutionen, då demonstranter ockuperade parlamentsbyggnaden i Karlsruhe, Badens huvudstad. Den 4 mars bröt den ut i Bayern med upplopp i München. Därefter spreds revolutionen inom några dagar till allt fler områden; den 6 mars nådde den Berlin och den 13 mars Wien, för att ta ett par exempel. Runt om i de tyska staterna tillsattes liberala så kallade marsregeringar, Märzregierungen.
Den 18 maj 1848 sammanträdde för första gången Frankfurtparlamentet, det första fritt valda tyska parlamentet, med 600 ledamöter från alla tyska stater. Lokalen för detta var Paulskirche i Frankfurt am Main.
Efter de initiala framgångarna drabbades man dock snart av flera bakslag och hamnade från mitten av 1848 på defensiven. Revolutionsutbrottet och den snabba utvecklingen hade överraskat de flesta och staternas gamla styren hade till en början stått närmast handfallna. Efter ett tag samlade dock den kontrarevolutionära sidan kraft, samtidigt som revolutionssidans splittring gällande fortsatta mål blev märkbar.

### 1849

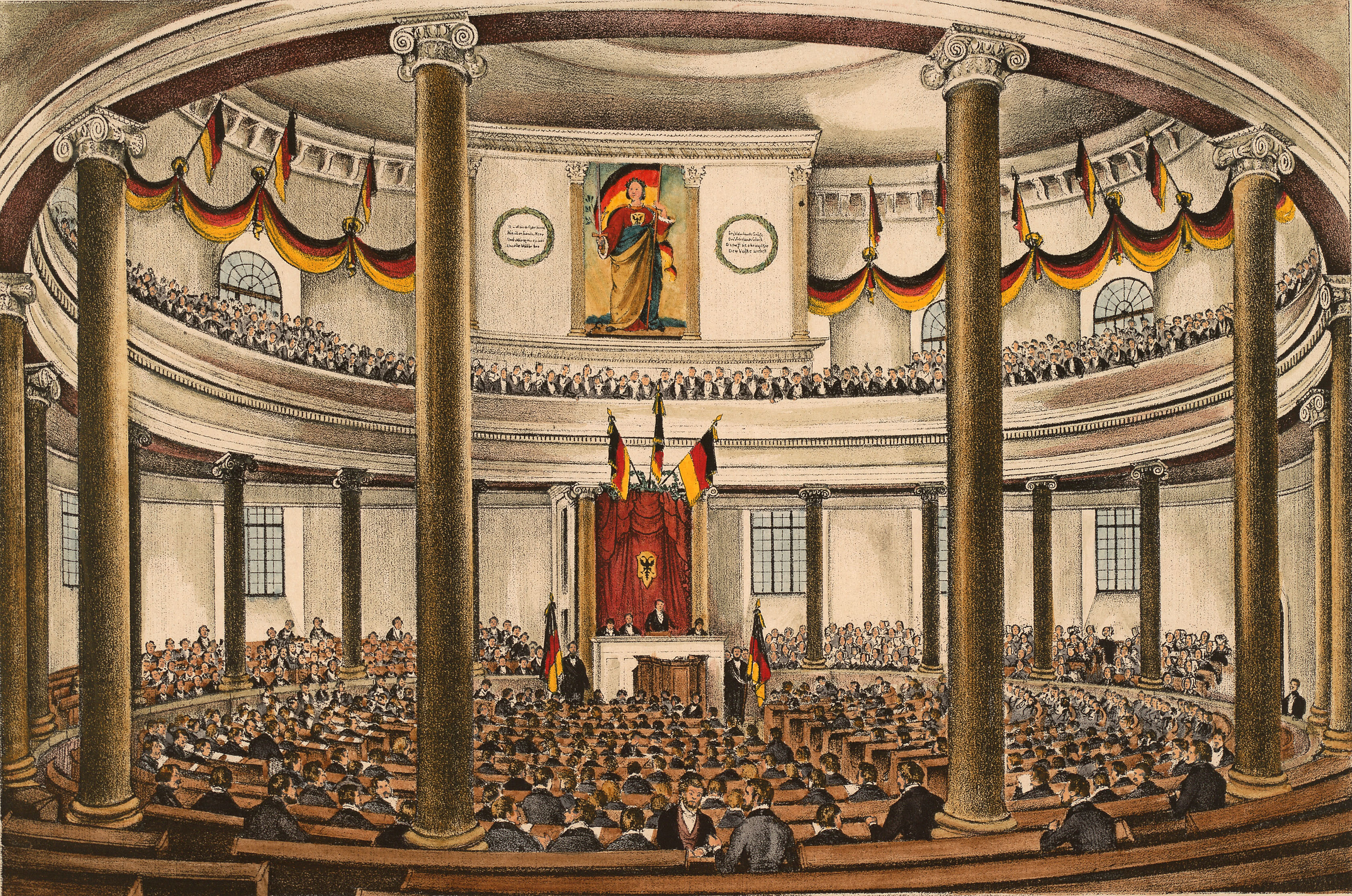
Frankfurtparlamentet i Paulskirche.

Våren 1849 fick revolutionen delvis ny kraft. Den 27 mars 1849 antog Frankfurtparlamentet en ny författning, Verfassung des Deutschen Reiches (Tyska rikets författning). Den utgick från en förklaring av grundläggande rättigheter, Grundrechtskatalog, presenterad i december året innan och som bland annat inkluderade likhet inför lagen, press-, mötes-, menings- och trosfrihet och rättssäkerhet.
Den nya konstitutionen skulle dock inte omfatta hela Tyska förbundet, då man bara kunnat enas om en så kallad "lilltysk" lösning där Österrike lämnades utanför. Därmed skulle Preussen bli den dominerande stormakten inom riket. Parlamentet erbjöd den preussiske kungen, Fredrik Vilhelm IV, att bli kejsare i det nya konstitutionella riket, men han avböjde. Dessutom var det flera av de tyska staterna som inte godkände den nya författningen.
Revolutionens företrädare förfogade inte heller över någon militärkraft som nu kunde mäta sig med motståndet, som inte minst var preussiskt och österrikiskt. Revolutionen slogs definitivt ned i juli 1849.
Många av revolutionens liberaler, som inte avrättats eller fängslats, blev politiska flyktingar. En stor del av dessa hamnade i USA, där de kom att kallas Forty-Eighters (Fyrtioåttor).